# باچ‌سولوش
باچ‌سولوش (به مجاری: Bácsszőlős) یک شهرداری در مجارستان است که در ناحیه باچ‌آلماش واقع شده‌است. باچ‌سولوش ۳۸٫۸۳ کیلومتر مربع مساحت و ۴۱۲ نفر جمعیت دارد.